# Laniidae
Sfrânciocii (Laniidae) sunt o familie păsări cântătoare, migratoare, care cuprinde ca. 70 de specii, răspândite pe glob în zona caldă și temperată, cu excepția celor două Americi, în America de Nord sunt mai puțin răspândite, iar în America de Sud n-au fost semnalate.

## Caractere generale
Laniidaele sunt păsări de pradă îndrăznețe de talie mică (18-30 cm), cu ciocul caracteristic, mandibula superioară fiind încovoiată la vârf în formă de cârlig. Înapoia cârligului există un dinte asemănător falconidaelor, la baza ciocului au vibrize bine dezvoltate. Corpul este de o constituție robustă, tarsele sunt puternice cu degete scurte su unghii curbate. Păsările au un dimorfism sexual puțin accentuat sau inexistent. Cuiburile sunt construite migălos în formă de cupă. Femela depune ouă colorate diferit în funcție de specie. Sfrânciocii trăiesc în pâlcuri în regiuni de pădure, câmpie, tufișuri cu luminișuri. Hrana lor constă din insecte mari, broaște, șopârle și păsărele. Prada este înfiptă în prealabil în spini de arbori pentru a fi ucisă și sfâșiată mai ușor, în acest mod își fac și provizii de hrană.

## Specii
- Lanius bucephalus
- Lanius cabanisi
- Lanius collaris
- Lanius collurio
- Lanius collurioides
- Lanius cristatus
- Lanius dorsalis
- Lanius excubitor
- Lanius excubitoroides
- Lanius gubernator
- Lanius isabellinus
- Lanius ludovicianus
- Lanius mackinnoni
- Lanius marwitzi
- Lanius meridionalis
- Lanius minor
- Lanius newtoni
- Lanius nubicus
- Lanius schach
- Lanius senator
- Lanius somalicus
- Lanius souzae
- Lanius sphenocercus
- Lanius tephronotus
- Lanius tigrinus
- Lanius validirostris
- Lanius vittatus
- Corvinella corvina
- Corvinella melanoleuca
- Eurocephalus anguitimens
- Eurocephalus rueppelli

În România trăiesc 4 specii (L. collurio, L. minor, L. excubitor și L. senator).